# ОШ „Јован Поповић” Сусек
ОШ „Јован Поповић” Сусек је једна од две основне школе на територији Општине Беочин, која поред матичне школе у Сусеку има и четири подручне школе у Лугу, Свилошу, Грабову и Баноштору. Име носи по Јовану Поповићу (1905—1952), српском песнику и учеснику у НОБ-а.
Историја организованог образовања у Сусеку везана је са изградњом цркве 1770. године, која је уједно и била и школа. Школа је радила и током Првог и Другог светског рата. По ослобођењу, школа је била четвороразредна од 1949. до 1955. године, када прераста у осморазредну школу са подручним одељењима у Лугу, Свилошу и Грабову. Нова школска зграда је подигнута 1964. године. 
Специфичност школе је у томе што се настава изводи на два наставна језика, српском и словачком језику у Лугу. 